# Christmas in Wonderland
Christmas in Wonderland è un film del 2007, diretto da James Orr.

## Trama
Poco prima di Natale, Wayne Saunders si trasferisce con i tre figli Danny, Brian e Mary da Los Angeles ad Edmonton. Recatisi al maestoso West Edmonton Mall per lo shopping natalizio, i ragazzi apprendono che il padre è stato licenziato e che molto probabilmente non ci saranno festività per loro. La piccola Mary, l'unica dei ragazzi con ancora dello spirito natalizio, chiede a Babbo Natale un milione di dollari come regalo di Natale per suo padre e poco dopo trova una borsa contenente una grande quantità di denaro contraffatto. Ben presto i ragazzi si ritroveranno ad avere a che fare con la banda di delinquenti che ha perso i soldi e toccherà a loro assicurarli alla giustizia.

## Produzione
Il film è in gran parte ambientato e per lo più girato al West Edmonton Mall. Prima che fosse annunciato che il centro commerciale sarebbe stato luogo di riprese cinematografiche, molti Edmontoniani iniziarono a chiedersi perché le decorazioni natalizie fossero ancora presenti molto tempo dopo il Natale.

## Riconoscimenti
- 2009 - Young Artist Awards
- Nomination Miglior performance in un film DVD a Matthew Knight